# Херсон (станція)
Херсон — вузлова дільнична залізнична станція Херсонської дирекції Одеської залізниці на перетині неелектрифікованих ліній Кульбакине — Херсон, Херсон — Херсон-Порт, Вадим — Херсон та Снігурівка — Херсон. Розташована у середмісті Херсона, на правому березі річки Дніпро.

## Історія
Станція відкрита 1907 року. У тому ж році зведена будівля вокзалу Товариством Харківсько-Миколаївської залізниці.
16 жовтня 1907 року відкрито регулярне залізничне сполучення між Херсоном та Миколаєвом, ця нова дільниця стала продовженням Харківсько-Миколаївської лінії Південних залізниць. Місцева газета «Родной край» (укр. «Рідний край») писала:
|  | Сьогодні о 12:00 відбудеться відкриття вокзалу ст. Херсон. <...> Перший поїзд прибув переповнений пасажирами. Пролеток та екіпажів, що очікували біля вокзалу, було понад 80 штук та усі вони були зайняті приїжджими, попри те, що... не визначена міська такса. |

З Херсона поїзди вирушали о 08:00 (пасажирський № 8) та о 16:59 (поштовий № 4). З Миколаєва поїзди вирушали о 08:00 (поштовий № 3) та о 19:50 (пасажирський № 7). Час в дорозі поїздів становив близько 2 годин й прибували до Херсона й Миколаєва близько 10:00 та 19:00 відповідно. Роз'їзд зустрічних поїздів відбувався на станції Копані.
11 листопада 1915 року на вокзал прибув імператорський поїзд, під час контрольної поїздки по формуваннях Південної групи військ Херсон відвідав імператор Микола ІІ зі спадкоємцем Олексієм.
Нині будівлю станції займає Херсонська дирекція Одеської залізниці (адреса: Херсон, пл. Привокзальна,  1).

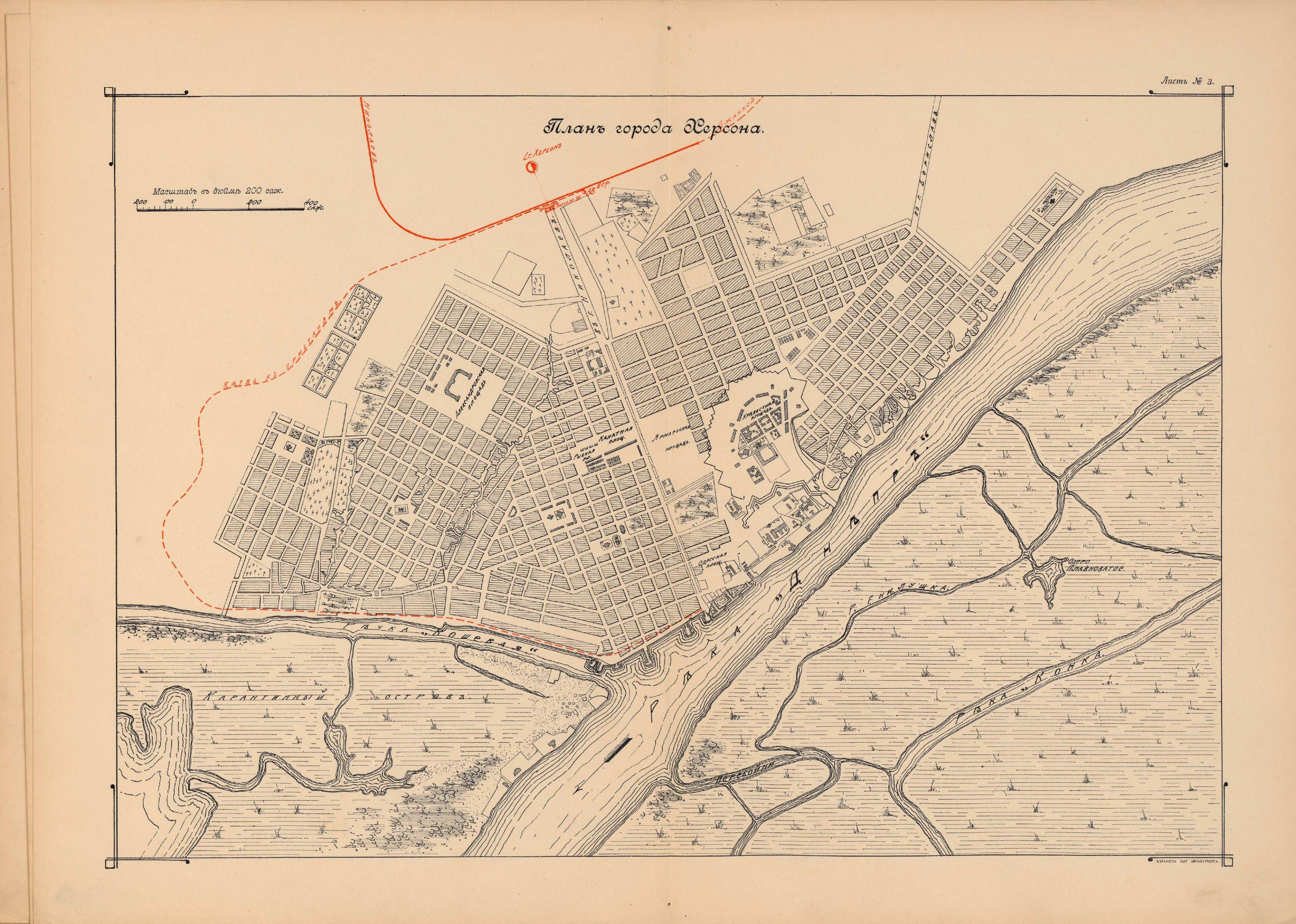
План Херсону з Харківсько-Миколаївською лінією
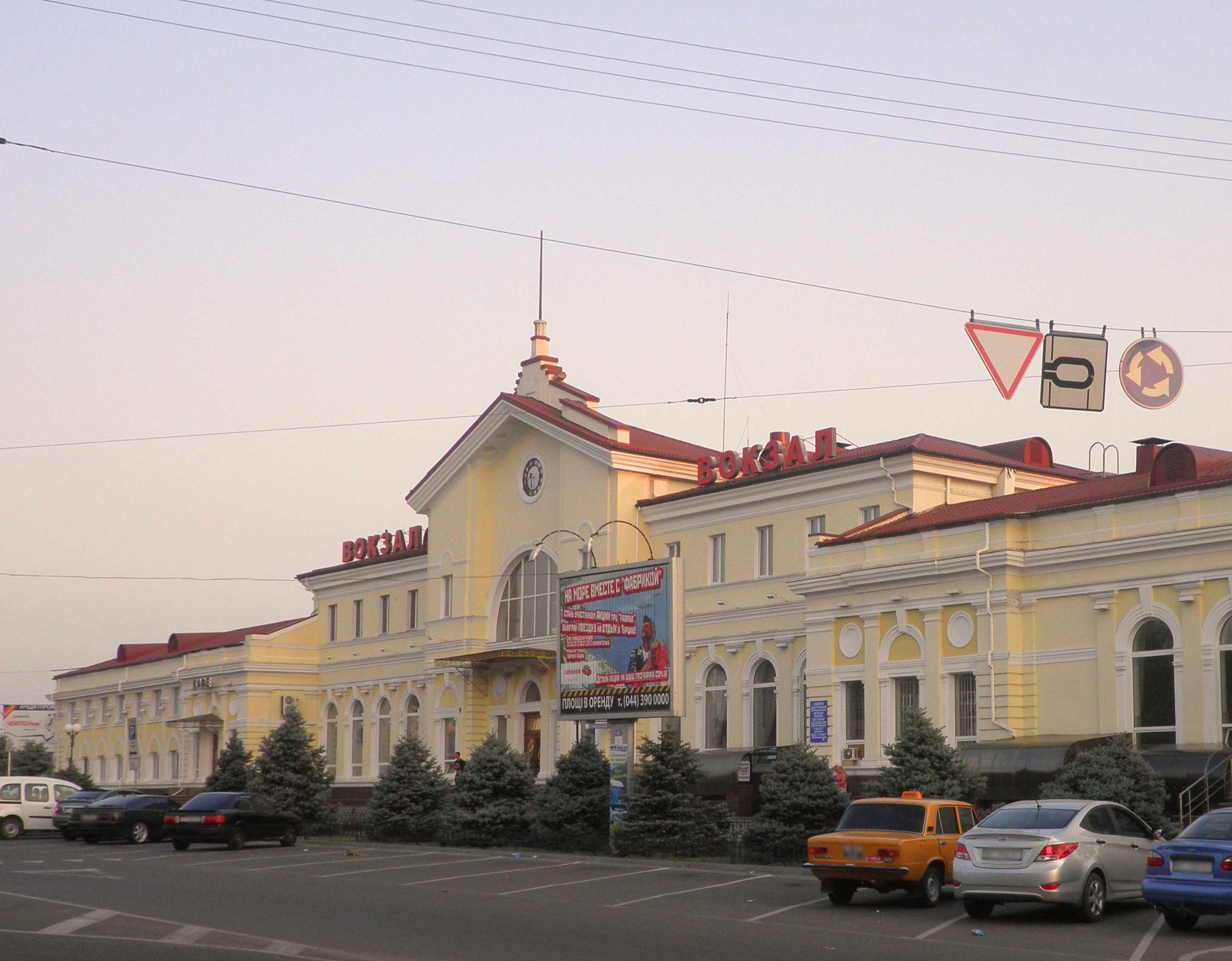
Привокзальна площа
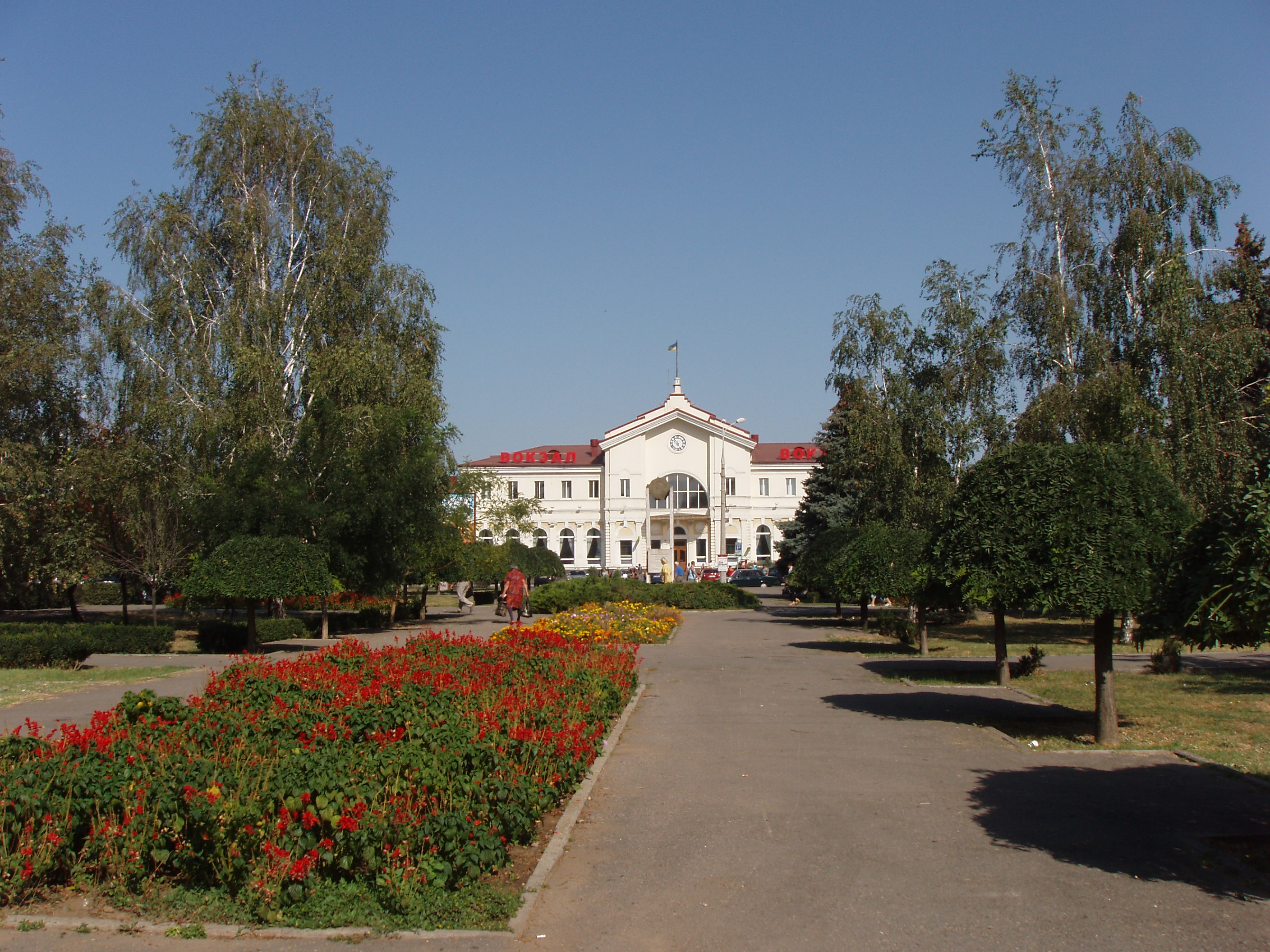
Сквер біля вокзалу

### Російське вторгнення в Україну (з 2022)
19 листопада 2022 року, о 09:15, прибув перший поїзд з Києва до звільненого від російських окупантів Херсона, від початку повномасштабного російського вторгнення в Україну. Залізничне сполучення було припинено з 24 лютого 2022 року. Залізничники у максимально стислі терміни після звільнення Правобережжя Херсонщини, відновили понад 60 об'єктів пошкодженої інфраструктури на маршруті руху поїзда, вокзал Херсона й здійняли над ним український прапор. На борту першого поїзда були пасажири, які придбали квитки на перший рейс до Херсона завдяки платформи «United24» проєкту «Квитки до Перемоги». В складі першого рейсу до Херсона також завітала делегація Європейської комісії на чолі з її виконавчим віцепрезидентом Валдісом Домбровскісом. А першому херсонському рейсу передувало виконання українським музикантом Олегом Скрипкою символічної пісні «Рідне місто, місто Херсон» у центральному холі залізничного вокзалу.
3 травня 2023 року російські окупанти завдали обстріли залізничного вокзалу станції Херсон, внаслідок якого загинула одна людина та троє осіб дістали поранень. Також окупанти поцілили у пасажирський поїзд № 109 сполученням Херсон Львів, який перебував на платформі біля вокзалу під посадку пасажирів та було поранено провідника поїзда. Під час обстрілу була припинена посадка у поїзд, а пасажири перебували у безпечному укритті. Врешті-решт поїзд до станції Львів зі 116 пасажирами на борту вирушив з Херсону із затримкою 14 хвилин. Обидва вагони з пошкодженнями внаслідок обстрілу оперативно були замінені по прибутті на станцію Миколаїв. Поїзд № 109 сполученням Херсон — Львів вирушив зі станції Миколаїв-Пасажирський із затримкою у 28 хвилин від розкладу.
26 грудня 2023 року, ввечері, вдруге російські війська здійснили обстріл залізничної станції та евакуаційного поїзда зі сторони Лівобережжя Херсонської області. Під час обстрілу у приміщенні вокзалу перебувало близько 140 цивільних осіб, які чекали на відправлення евакуаційного поїзда. Внаслідок обстрілу загинув один поліцейський, ще 16 цивільних осіб та двоє правоохоронців отримали поранення. Наступного дня залізничний вокзал станції Херсон було прибрано від уламків, розпочалися ремонтні роботи та відновлення рух поїздів. Будівля вокзалу зазнала пошкоджень: вибиті вікна, двері, понівечений фасад.
8 травня 2024 року, вранці, російські окупанти атакували цивільну залізничну інфраструктуру у Херсоні, внаслідок чого були пошкоджені колії та будівля вокзалу.

Залізничний вокзал
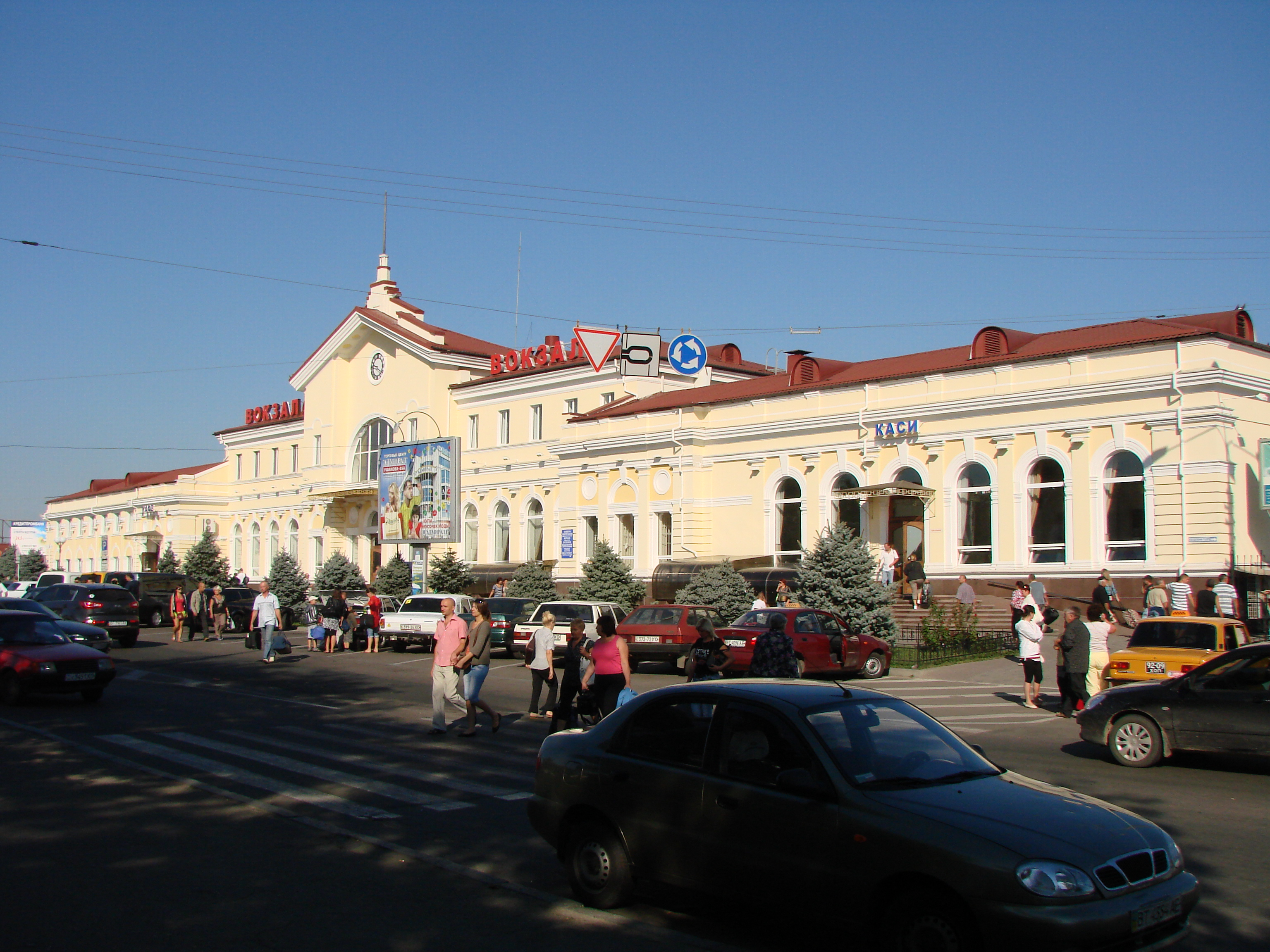
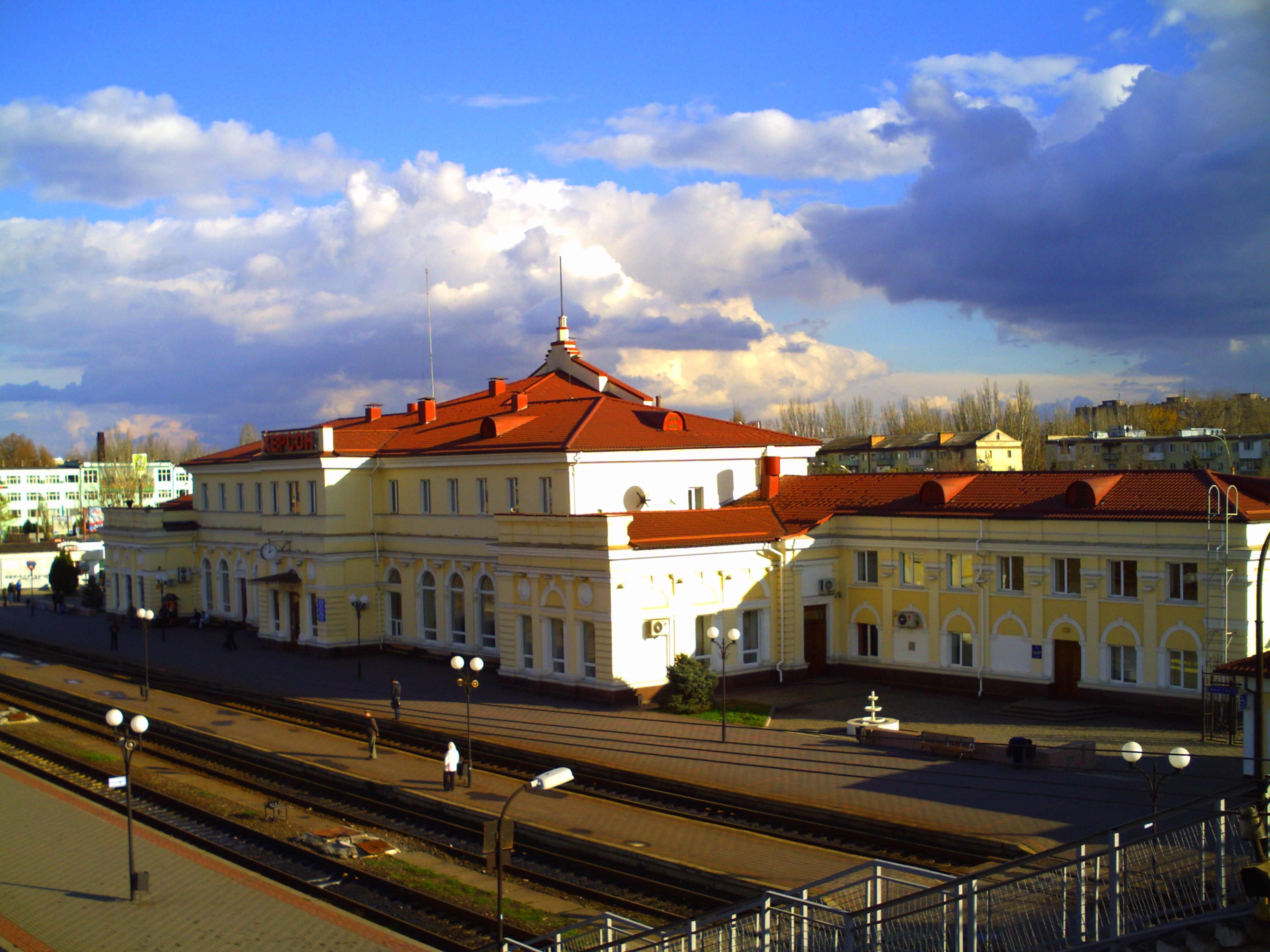
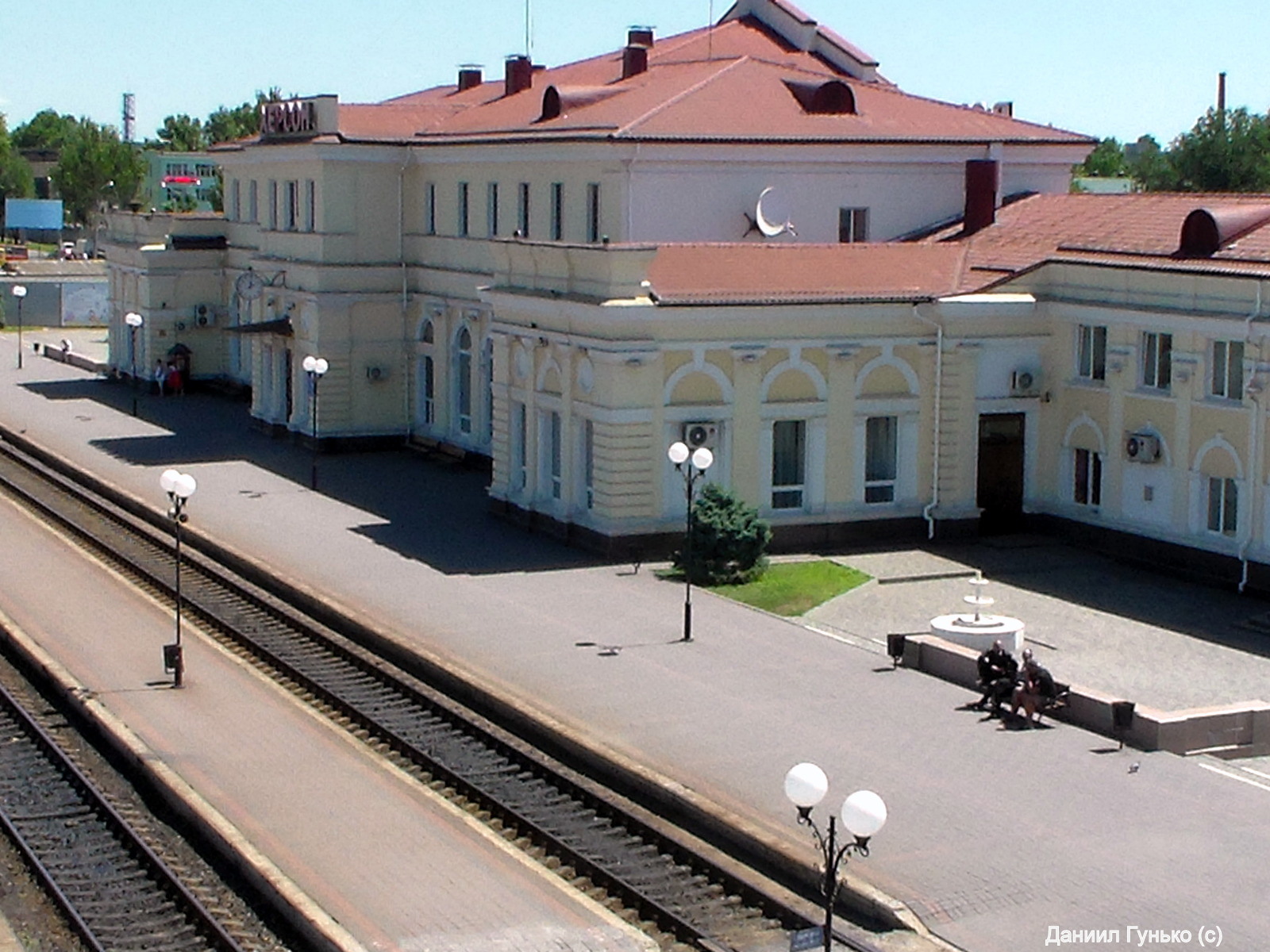

## Пасажирське сполучення
На станції Херсон зупиняються пасажирські поїзди далекого та приміського сполучення. З 24 лютого 2022 року через повномасштабне російське вторгнення в Україну та тимчасову окупацію міста рух поїздів до Херсону було призупинено. З 18 листопада 2022 року, після звільнення міста від російських загарбників, відновлено пасажирське сполучення. З 10 жовтня 2023 року через заміновану інфраструктуру на станціях на дільниці Апостолове —  Біла Криниця приміські поїзди курсували за скороченим маршрутом Миколаїв-Вантажний — Біла Криниця.
| Рух пасажирських поїздів по станції Херсон |                                 |                                                                                                |
| №                                          | Маршрут сполучення              | Примітки                                                                                       |
| Далеке сполучення                          |                                 |                                                                                                |
| 101/102                                    | Херсон — Київ — Краматорськ     | Через день. Тимчасово курсує без заходу на станції Снігурівка, Апостолове, Кривий Ріг-Головний |
| 109/110                                    | Херсон — Миколаїв — Львів       | Через день                                                                                     |
| 121/122                                    | Херсон — Миколаїв — Київ        | Через день                                                                                     |
| 319/320                                    | Херсон — Миколаїв               | Через день                                                                                     |
| Скасовані пасажирські поїзди               |                                 |                                                                                                |
| 31/32 «Нічний експрес»                     | Херсон — Ужгород                | Тимчасово скасований                                                                           |
| 52/751                                     | Київ — Херсон                   | Скасований. Курсував до 2022 року як поїзд-трансформер (Нічний експрес / Інтерсіті)            |
| 957/62**                                   | Херсон — Москва                 | Скасований з 18 березня 2020 року                                                              |
| 125/126                                    | Миколаїв — Рахів                | До 11 грудня 2021 року курсував під № 133/134                                                  |
| 139/140                                    | Миколаїв — Харків               | Скасований                                                                                     |
| 141/142                                    | Маріуполь — Одеса               | Скасований з 2020 року                                                                         |
| 209/210*                                   | Миколаїв — Київ                 | За вказівкою                                                                                   |
| 118/265**                                  | Суми — Херсон                   | За вказівкою                                                                                   |
| 221/222*                                   | Херсон — Житомир / Київ         | За вказівкою                                                                                   |
| 251/252*                                   | Дніпро — Одеса                  | За вказівкою                                                                                   |
| 255/256*                                   | Херсон — Львів                  | За вказівкою                                                                                   |
| 297/298*                                   | Херсон — Київ                   | За вказівкою                                                                                   |
| 317/318 «Таврія»                           | Запоріжжя — Одеса               | Скасований з 25 жовтня 2020 року                                                               |
| 375/376                                    | Херсон — Харків                 | Скасований                                                                                     |
| 765/766 «Інтерсіті»                        | Херсон — Київ                   | Скасований                                                                                     |
| Приміське сполучення                       |                                 |                                                                                                |
| 6323/6324                                  | Апостолове — Миколаїв-Вантажний | Щоденно                                                                                        |
| Скасовані приміські поїзди                 |                                 |                                                                                                |
| 6201/6202 6203/6204                        | Херсон — Вадим                  | Скасований з 2022 року                                                                         |
| 6572/6571 6576/6575                        | Миколаїв-Вантажний — Вадим      | Скасований з 2022 року                                                                         |
| 6702/6701                                  | Херсон — Апостолове             | Скасований з 2022 року                                                                         |
| 6722/6721                                  | Миколаїв-Вантажний — Апостолове | Скасований з 2022 року                                                                         |
| 6772/6771                                  | Херсон — Нововесела             | Скасований з 2022 року                                                                         |

Примітки:
- * сезонні поїзди.
- ** вагони безпересадкового сполучення.

Від Херсона до міста Дніпро є можливість дістатися, придбавши квиток на дизель-поїзд до станції Апостолове, на якій існує узгоджена пересадка на приміський поїзд до станції Дніпро-Лоцманська.

Пасажирський рухомий склад
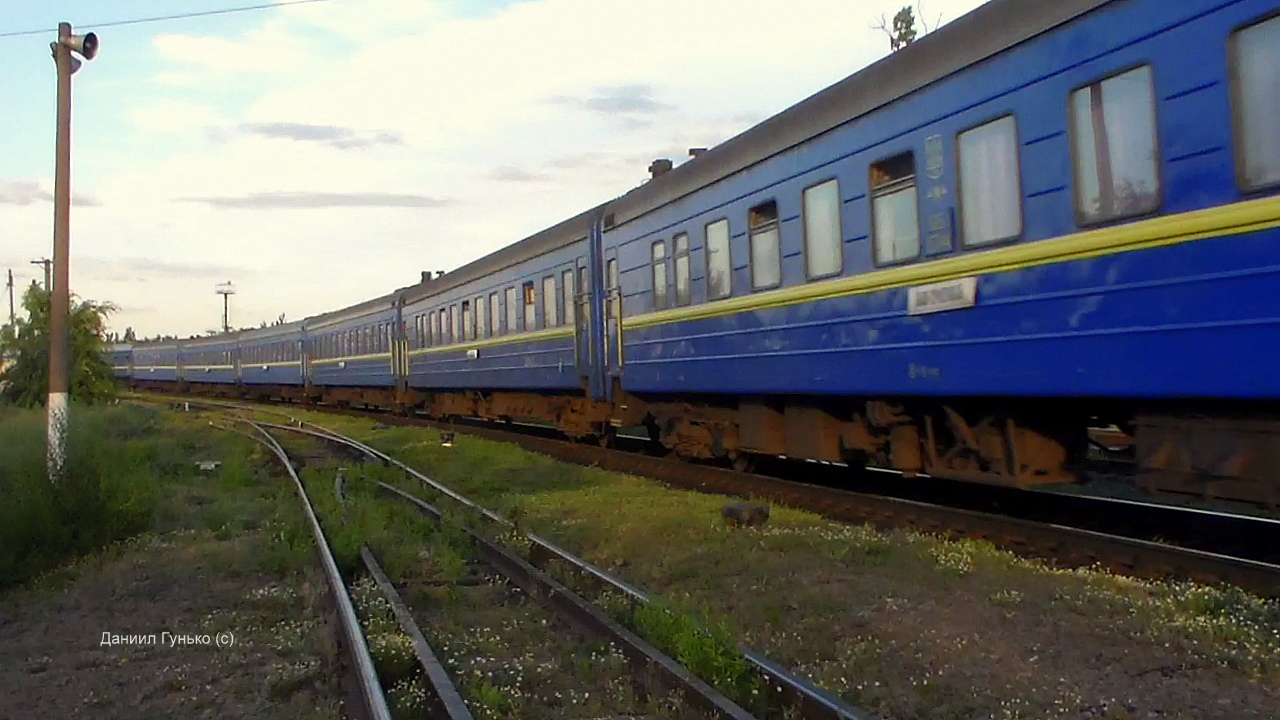
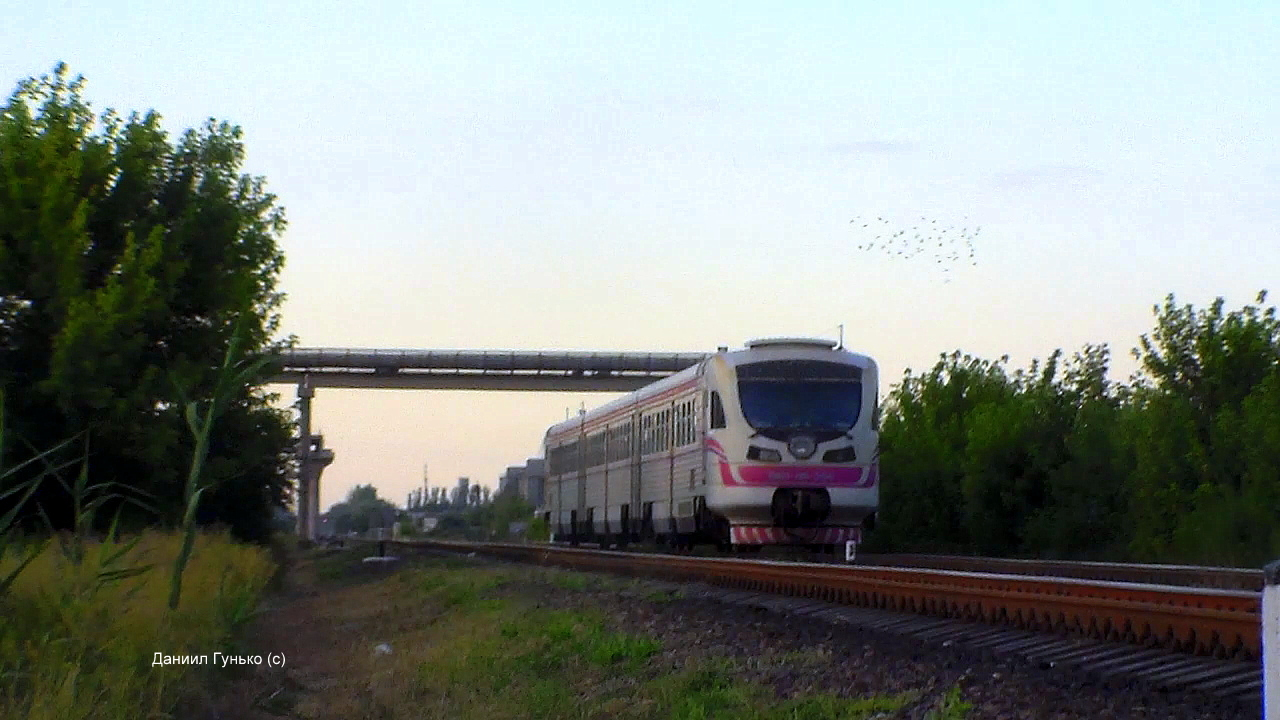

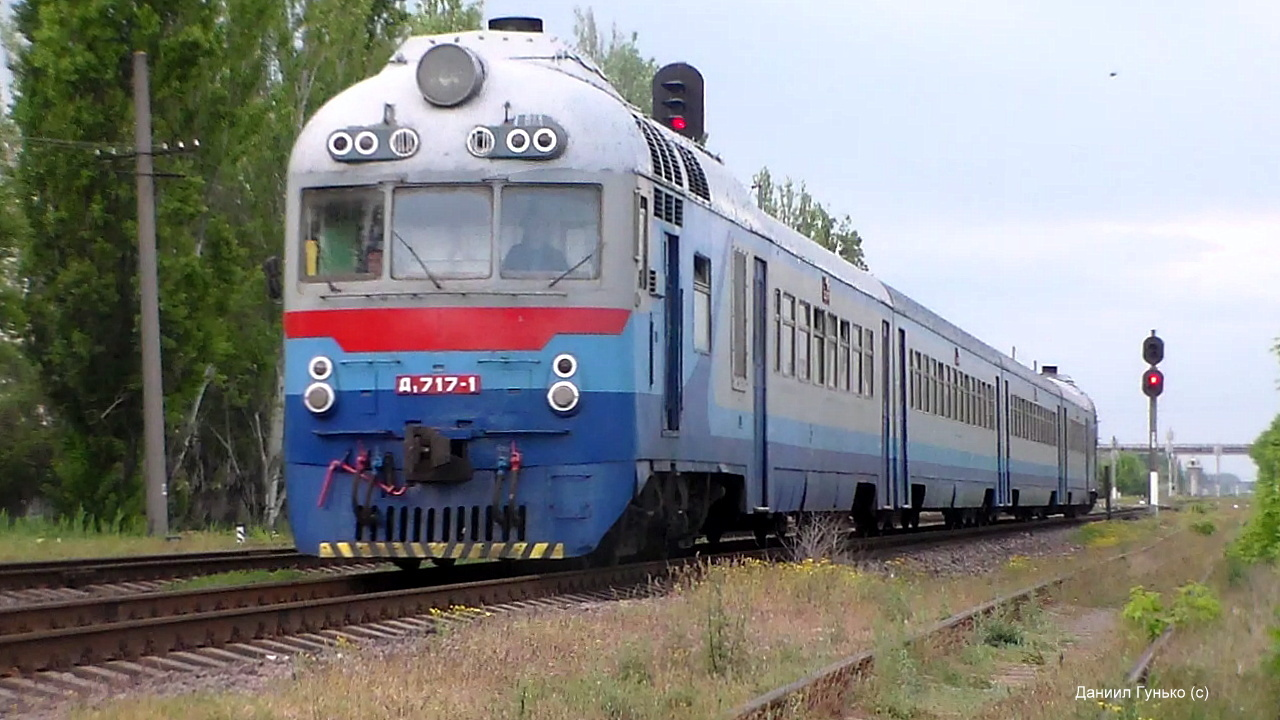
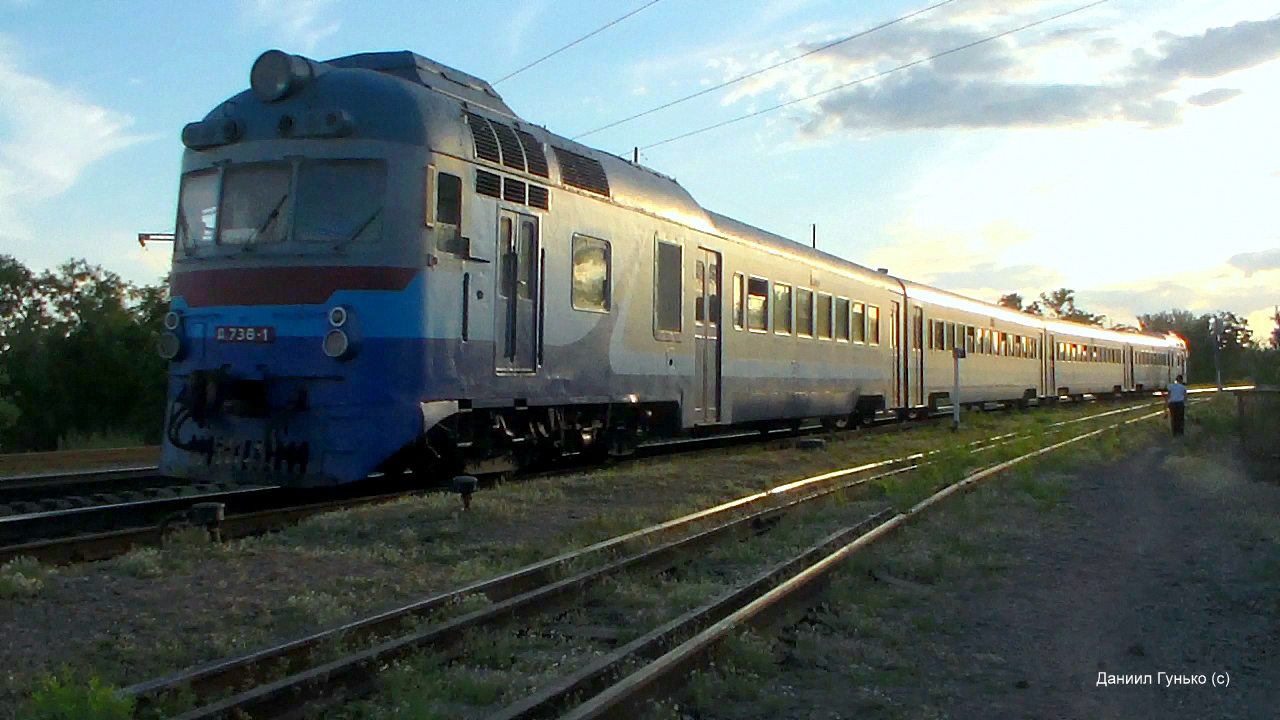
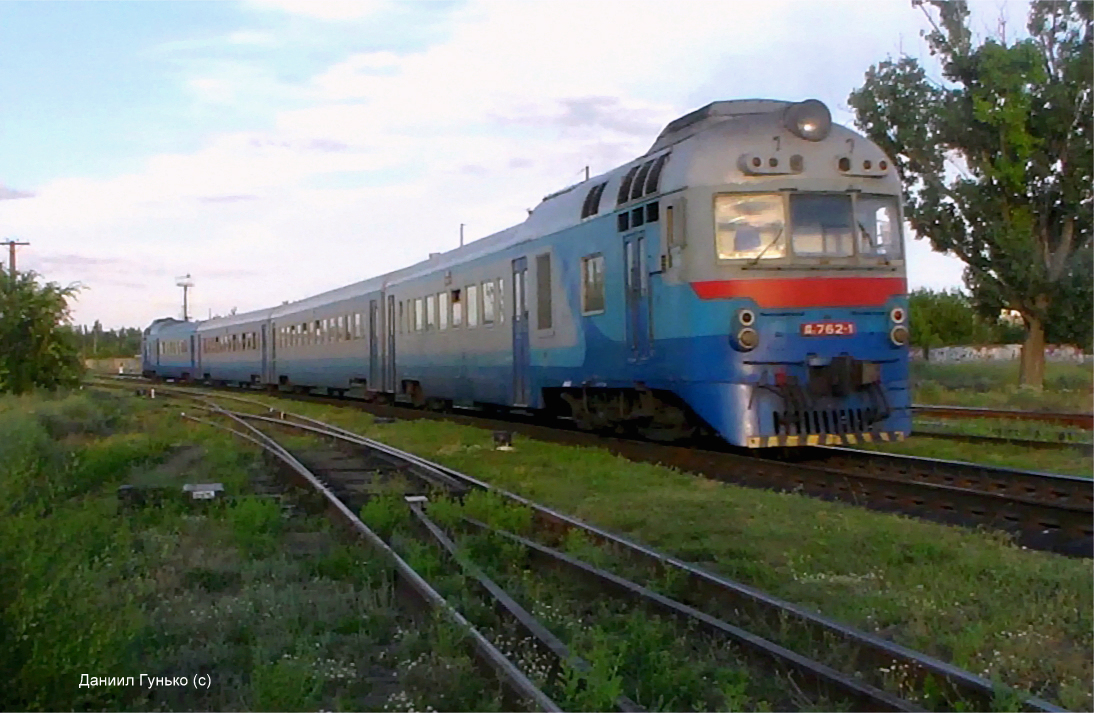

У 2018 році вокзал станції Херсон увійшов у топ-10 найбільш завантажених вокзалів України, який обслужив 1,5 млн пасажирів у далекому сполученні (з них посадка — 0,8 млн пас./ висадка — 0,7 млн пас.).
З 3 березня 2022 року, для зручності пасажирів «Укрзалізниця» призначала щоденне курсування нічного поїзда № 52/51 Київ — Херсон та регіонального експреса № 751/752 Київ — Херсон. В складі поїзда курсували вагони-трансформери, що пройшли капітально-відновлювальний ремонт на власних потужностях Укрзалізниці у 2020—2021 роках.

## Послуги на вокзалі
Квиткові каси:
- оформлення проїзних та перевізних документів у далекому та приміському сполученнях;
- оформлення проїзних документів в міжнародному сполученні;
- резервування місць організаціям та групам;
- оформлення проїзних документів, заброньованих через мережу Інтернет;
- переоформлення проїзного документа не раніше, як за 24 години до відправлення поїзда.

Кімнати відпочинку:
- проживання (люкс, 2-х, 4-х місцева);
- зарядка мобільного телефону, ноутбуку;
- побутові послуги;
- зберігання ручної поклажі;
- доставлення проїзних документів в кімнати відпочинку, перебування в холі.

Зали чекання:
- користування залом чекання для транзитних пасажирів;
- користування залом чекання підвищеної комфортності;
- користування залом офіційних делегацій;
- зберігання ручної поклажі;
- зарядка мобільних телефонів, ноутбуків;
- ксерокопіювання (формати А4, А3), ламінування.

Сервісний центр
- обслуговування пасажирів у сервісному центрі;
- продаж проїзних документів в міжнародному сполученні;
- продаж проїзних документів в спеціалізованій касі-броні;
- резервування місць за груповими заявками;
- оформлення проїзних документів в бюро замовлень сервісного центру (в тому числі замовленого телефоном) з наступним викупом при особистій явці;
- користування телефонним апаратом;
- замовлення таксі, носія;
- доставлення квитків за адресою у межах міста;
- письмова довідка;
- зарядка мобільного телефону, ноутбука.

Стаціонарні камери схову:
- зберігання великогабаритної поклажі в стаціонарних камерах схову;
- зберігання ручної поклажі у стаціонарних камерах схову;
- зважування ручної поклажі в стаціонарних камерах схову;
- повернення плати за втрачений жетон для стаціонарної камери схову;
- надання письмової довідки про вагу поклажі пасажира;
- виклик носія.

Багажне відділення:
- надання письмової довідки про порядок оформлення та вартість відправлення багажу і вантажобагажу;
- надання відправникові багажу (вантажобагажу) бланку-заяви;
- перевірка ваги багажу і вантажобагажу по заяві пасажира;
- попереднє приймання багажу та вантажобагажу, зберігання прибулого та попередньо прийнятого багажу та вантажобагажу;
- повідомлення одержувача про прибуття багажу і вантажобагажу рекомендованим листом;
- повідомлення телефоном одержувача про прибуття багажу і вантажобагажу;
- оформлення та доставлення Експрес-пошти (поштових відправлень і бандеролей) вагою до 10  кг до поїзда;
- завантаження або вивантаження багажу (вантажобагажу) загальною вагою до 300  кг, вивантаження вантажобагажу вагою одного місця від 165 кг до 300 кг;
- використання багажного візка на прохання пасажира, перевезення одного місця великогабаритної ручної поклажі до вагона, автотранспорту;
- надання місця під стоянки для автомобілів на території багажного відділення; в'їзд автотранспорту на територію багажного відділення для здачі або отримання багажу (вантажобагажу).

Інші послуги:
- оголошення по вокзальному радіо на прохання пасажира;
- надання письмової довідки;
- зняття по вокзалу Херсон речей пасажира, який відстав від поїзда;
- повідомлення на станцію перебування пасажира, який не має коштів для придбання проїзних документів, про сплату вартості проїзду;
- попередження про посадку пасажира на проміжній станції.

## Галерея

Колійний розвиток станції
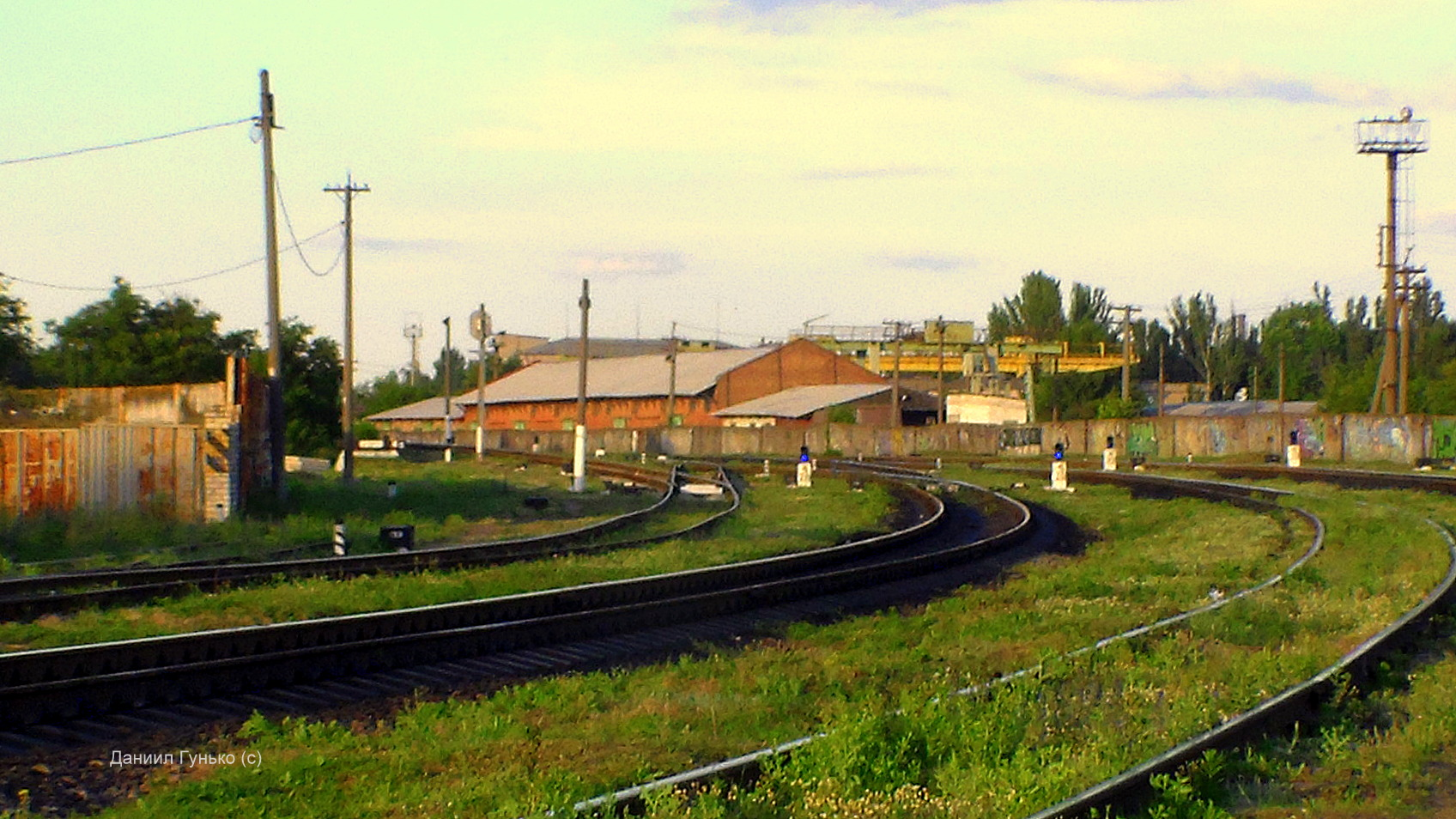
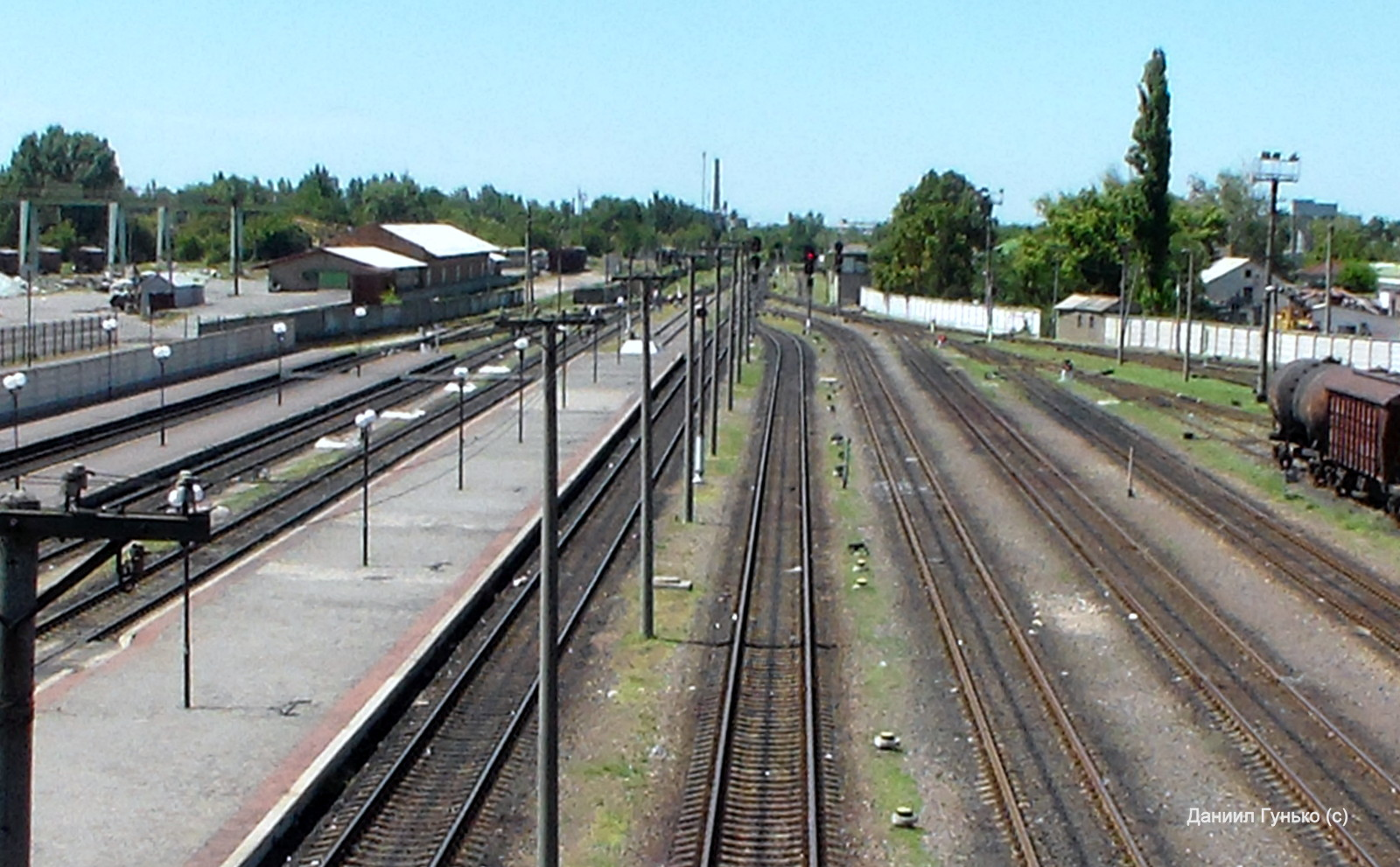
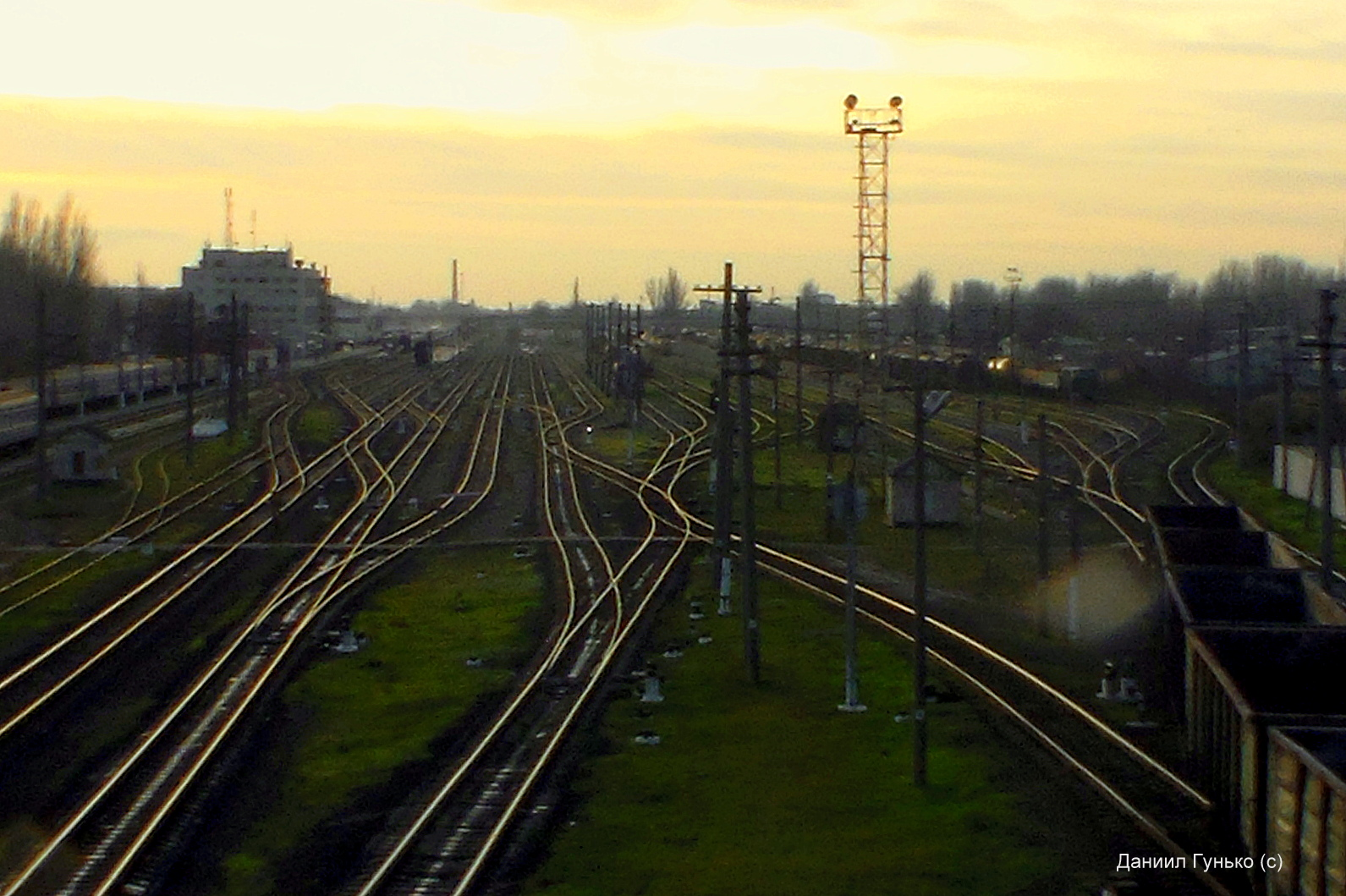
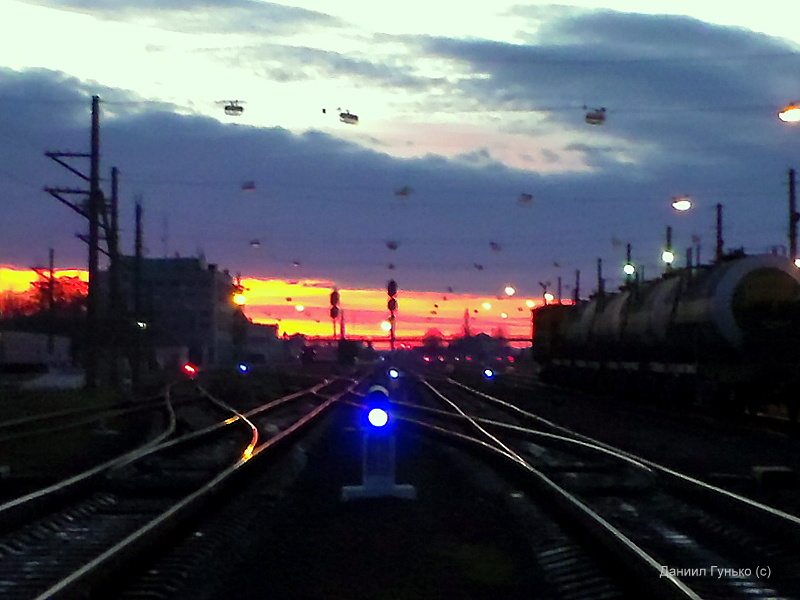